# Elaphoidella marjoryae
Elaphoidella marjoryae är en kräftdjursart som beskrevs av Maria Cristina Bruno, J. W. Reid in Bruno, Reid och Perry 2000. Elaphoidella marjoryae ingår i släktet Elaphoidella och familjen Canthocamptidae. Inga underarter finns listade i Catalogue of Life.